# Abel (australopithèque)
Pour les articles homonymes, voir Abel (homonymie).

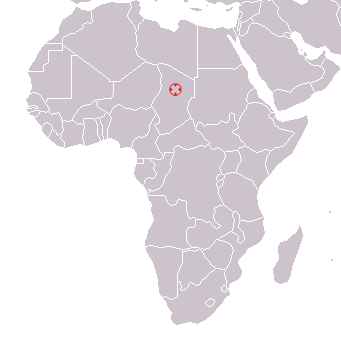
Koro Toro, vallée de la « rivière
aux Gazelles » (Bahr el Ghazal), Tchad.

Abel est le surnom donné au premier spécimen de l'hominidé fossile Australopithecus bahrelghazali, découvert le 23 janvier 1995 au Tchad à l'est du Bahr el Ghazal (« rivière des gazelles ») à environ quarante-cinq kilomètres au nord-est de Koro Toro, par Mamelbaye Tomalta, chauffeur à la Direction des Recherches Géologiques et Minières du Tchad, en présence de Michel Brunet sur le site appelé KT12. Ce fragment qui constitue l'holotype est catalogué KT12/H1,,. Il aurait vécu entre 3,5 et 3,0 millions d'années BP et serait contemporain d'Australopithecus afarensis.
Le choix du surnom est un hommage au géologue Abel Brillanceau, un collègue de Michel Brunet décédé en 1989 au Cameroun.
Les restes d'Abel se réduisent à la partie antérieure d'une mâchoire, ce qui explique le peu d'information concernant son mode de vie.
Cependant, les quelques dents retrouvées confirment son appartenance au genre australopithèque : il possède une deuxième prémolaire avec une couronne large et molarisée.